# Mihaela Stănuleţ
Mihaela Stănuleţ (Sibiu, Rumania, 16 de julio de 1967) es una gimnasta artística rumana, campeona olímpica en 1984 en el concurso por equipos.

## 1983
En el Mundial de Budapest 1983 consigue la plata en la competición por equipos, tras la Unión Soviética y por delante de Alemania del Este.

## 1984
En los JJ. OO. de Los Ángeles gana el oro por equipos, por delante de Estados Unidos y China, siendo sus compañeras: Laura Cutina, Cristina Elena Grigoraş, Simona Păucă, Ecaterina Szabo y Simona Pauca. 